# Журбинцы (Житомирская область)
Журбинцы (укр. Журбинці) — село на Украине, находится в Бердичевском районе Житомирской области.
Код КОАТУУ — 1820885802. Население по переписи 2001 года составляет 287 человек. Почтовый индекс — 13324. Телефонный код — 4143. Занимает площадь 2,152 км².

## Адрес местного совета
13326, Житомирская область, Бердичевский р-н, с.Скаковка, ул.Ленина, 26